# Jörg Krauss
Jörg Krauss (* 1958 in Bempflingen) ist ein deutscher politischer Beamter (Bündnis 90/Die Grünen). Seit 2025 ist er als Staatsminister der Chef der Staatskanzlei im Staatsministerium Baden-Württemberg. Zuvor war er von 2016 bis 2023 als Ministerialdirektor der Amtschef im Ministerium für Finanzen Baden-Württemberg.

## Leben
Krauss besuchte eine Waldorfschule. 1976 trat er in den Polizeidienst des Landes Baden-Württemberg ein. 1980 wurde er ins Landeskriminalamt Baden-Württemberg versetzt. 1989 legte er die Staatsprüfung für den gehobenen Dienst in der Kriminalpolizei an der Hochschule für Polizei in Villingen-Schwenningen und 1995 die Prüfung für den höheren Polizeivollzugsdienst an der Deutschen Hochschule der Polizei in Münster ab. Anschließend war er beim Landeskriminalamt, bei der damaligen Landespolizeidirektion Stuttgart I, bei der Hochschule für Polizei in Villingen-Schwenningen, der Akademie der Polizei in Freiburg und im baden-württembergischen Innenministerium in verschiedenen Funktionen tätig. Von 2006 bis 2011 war er Stellvertreter des Präsidenten des Landeskriminalamtes. Anschließend leitete er von 2011 bis 2013 die Polizeidirektion Tübingen. Von 2013 bis 2015 leitete er das Referat Innenpolitik, Justiz und Recht, Angelegenheiten der Streitkräfte im Staatsministerium Baden-Württemberg. Von Herbst 2015 bis Mai 2016 war er Regierungsvizepräsident im Regierungspräsidium Stuttgart.
Am 1. Juni 2016 wurde Krauss Ministerialdirektor und Amtschef im Ministerium für Finanzen Baden-Württemberg, zunächst bis Mai 2021 unter Ministerin Edith Sitzmann (Grüne), dann unter Minister Danyal Bayaz (ebenfalls Grüne). Ende März 2023 trat er in den Ruhestand. Sein Nachfolger wurde Heiko Engling.
Bereits im Herbst 2023 wurde Krauss erstmals aus dem Ruhestand zurückgeholt, um nach der Polizeiaffäre als unabhängiger „Wertebeauftragter“ des Innenministeriums Missstände innerhalb der baden-württembergischen Polizei aufzudecken. Im Sommer 2024 stellte er seinen Bericht vor und trat anschließend wieder in den Ruhestand ein.
Zum 1. Februar 2025 wurde Krauss ein zweites Mal aus dem Ruhestand zurückgeholt. Er wurde als Nachfolger von Florian Stegmann als Staatsminister der Chef der Staatskanzlei im Staatsministerium Baden-Württemberg.
Krauss ist Mitglied von Bündnis 90/Die Grünen. 